# Pete Howard
Peter Anthony Howard é um baterista britânico. É mais conhecido por sua curta e conturbada passagem pela banda The Clash, de 1983 a 1986. Foi creditado como baterista do último álbum do grupo, Cut the Crap, apesar de sua contribuição ter sido excluída da versão final.